# Акулинцев, Василий Кузьмич
Васи́лий Кузьми́ч Аку́линцев (21 марта 1916, с. Дерябкино, Тамбовская губерния — 28 марта 1993, Москва) — советский государственный и партийный деятель. Первый секретарь Карагандинского обкома КП Казахстана (1968—1979).

## Биография
Родился 21 марта 1916 родился в селе Дерябкино (ныне село в составе Аннинского района Воронежской области России), в крестьянской семье. Русский. Член ВКП(б) с 1944.

### Образование
Окончил Магнитогорский горно-металлургический институт (1941) и Высшую партийную школу при ЦК ВКП(б) (заочно, 1947).

### Трудовая деятельность
В 1931—1941 гг. — на комсомольской, профсоюзной и хозяйственной работе в г. Магнитогорске. С 1939 г. — плановик Металлостроя треста «Магнитострой».
С 1941 г. — технолог, начальник смены блюминга Златоустовского металлургического завода.
С 1944 г. на партийной и руководящей хозяйственной работе.
- 1950—1951 первый секретарь Енакиевского горкома КП(б) Украины,
- 1952—1956 — заведующий отделом ЦК КП Туркменистана,
- 1956—1961 — секретарь ЦК КП Туркменистана,
- 1961—1962 — председатель СНХ Туркменской ССР,
- 1962—1965 — заместитель председателя Среднеазиатского бюро ЦК КПСС,
- 1965—1968 — инспектор ЦК КПСС.

В 1968—1979 гг. — первый секретарь Карагандинского обкома КП Казахстана.
1979-1980-непродолжительное время работал и. о.начальника управления угольной промышленности комбината Карагандауголь, затем работал в отделе кадров минуглепрома СССР до пенсии.
Член ЦК КПСС в 1971—1981 гг. Член КПСС с 1944 г.
Депутат Верховного Совета СССР: Совета Национальностей от Туркменской ССР (6 созыв, 1962—1966) и Казахской ССР (9 созыв, 1974—1979); Совета Союза от Карагандинской области (8 созыв, 1970—1974). В Верховный Совет 9 созыва избран от Железнодорожного избирательного округа № 136 Казахской ССР, член Комиссии по строительству и промышленности строительных материалов Совета Национальностей.
С 1979 г. на пенсии.
Похоронен в Москве на Троекуровском кладбище.

## Семья
Супруга — Наталья Евдокимовна Руденко (1918—1994). Сын — Сергей (1946—2007), дочь — Лариса (род. 1945).

## Награды
- Орден Ленина (25.08.1971, 13.12.1972)
- Орден Октябрьской Революции (10.12.1973)
- Орден Трудового Красного Знамени (14.02.1957, 16.03.1965, 24.12.1976, 03.03.1980)
- Орден Дружбы народов (31.03.1986)
- Орден Красной Звезды (30.08.1957